# 스내치드 (2011년 영화)
《스내치드》(영어: Snatched)는 미국에서 제작된 조 커카치 감독의 2011년 코미디 영화이다. 앤드루 매카시, 어니스트 보그나인 등이 출연하였다.

## 출연
- 앤드루 매카시
- 어니스트 보그나인
- 케이트 버넌
- 조너선 실버먼
- 제이 토머스
- 레이 어브루조
- 제임스 듀몬트
- 랜스 E. 니컬스
- 스콧 실스톤